# Nová Hradečná
Nová Hradečná (Duits: Markersdorf en ook Markendorf) is een Tsjechische gemeente in de regio Olomouc, en maakt deel uit van het district Olomouc. Nová Hradečná telt 763 inwoners (2006). Op het grondgebied van de gemeente bevindt zich het spoorweghalte Nová Hradečná aan de spoorlijn van Olomouc naar Šumperk.

## Geschiedenis
- 1344 – De eerste schriftelijke vermelding van Hradečná en Hradec.
- 1960 – De toenmalige gemeenten Hradečná en Hradec gaan samen tot de gemeente Nová Hradečná.
- 1976 – De gemeente wordt geannexeerd door Troubelice.
- 1990 – Nová Hradečná wordt opnieuw een zelfstandige gemeente.[1]

## Aanliggende gemeente
| Aangrenzende gemeenten | Aangrenzende gemeenten | Aangrenzende gemeenten | Aangrenzende gemeenten | Aangrenzende gemeenten |
| ---------------------- | ---------------------- | ---------------------- | ---------------------- | ---------------------- |
| Kamenná                |                        | Libina                 |                        |                        |
|                        |                        |                        |                        |                        |
| Klopina                | Šumvald                |                        |                        |                        |
|                        |                        |                        |                        |                        |
| Lipinka                |                        | Troubelice             |                        |                        |

Babice · Bělkovice-Lašťany · Bílá Lhota · Bílsko · Blatec · Bohuňovice · Bouzov · Bukovany · Bystročice · Bystrovany · Červenka · Charváty · Cholina · Daskabát · Dlouhá Loučka · Dolany · Doloplazy · Domašov nad Bystřicí · Domašov u Šternberka · Drahanovice · Dub nad Moravou · Dubčany · Grygov · Haňovice · Hlásnice · Hlubočky · Hlušovice · Hněvotín · Hnojice · Horka nad Moravou · Horní Loděnice · Hraničné Petrovice · Huzová · Jívová · Komárov · Kozlov · Kožušany-Tážaly · Krčmaň · Křelov-Břuchotín · Liboš · Lipina · Lipinka · Litovel · Loučany · Loučka · Luběnice · Luká · Lutín · Lužice · Majetín · Medlov ·
Měrotín · Město Libavá · Mladeč · Mladějovice · Moravský Beroun · Mrsklesy · Mutkov · Náklo · Náměšť na Hané · Norberčany · Nová Hradečná · Olbramice · Olomouc · Paseka · Pňovice · Přáslavice · Příkazy · Řídeč · Samotišky · Senice na Hané · Senička · Skrbeň · Slatinice · Slavětín · Štarnov · Štěpánov · Šternberk · Strukov · Střeň · Suchonice · Šumvald · Svésedlice · Těšetice · Tovéř · Troubelice · Tršice · Újezd · Uničov · Ústín · Velká Bystřice · Velký Týnec · Velký Újezd · Věrovany · Vilémov · Vojenský újezd Libavá · Želechovice · Žerotín